# His Musical Career
 His Musical Career és una pel·lícula dirigida per Charles Chaplin, estrenada el 1914.

## Argument
Charlot és contractat per un venedor de pianos. La tasca del dia consisteix a lliurar un piano a casa d'un ric particular i recollir-ne un altre a casa d'un professor de piano que no arriba a pagar els terminis.

## Repartiment
- Charles Chaplin: Charlot
- Mack Swain: Mike, el seu col·lega
- Charley Chase: el gerent de la botiga de pianos
- Fritz Schade: Mr. Rich
- Frank Hayes: Mr. Poor
- Cecile Arnold: Mrs. Rich
- Helen Carruthers: Miss Poor
- Billy Gilbert: un venedor de la botiga de pianos
- William Hauber: criat
- Alice Howell: una dona